# Gretna (Luizjana)
Gretna – miasto (city), ośrodek administracyjny parafii Jefferson, w południowo-wschodniej części stanu Luizjana, w Stanach Zjednoczonych, położone na południowym brzegu rzeki Missisipi, naprzeciw Nowego Orleanu. W 2018 roku miasto liczyło 17 730 mieszkańców.
Miasto założone zostało w 1836 roku pod nazwą Mechanikham i zasiedlone przez liczną społeczność niemiecką. Miejscowość znana była z łatwości zawierania tu małżeństw, toteż w latach 80. XIX wieku przyjęła obecną nazwę, nawiązującą do szkockiej wsi Gretna Green, słynnej z podobnych względów.
Współcześnie Gretna stanowi mieszkalno-przemysłowe przedmieście Nowego Orleanu. Jest ośrodkiem produkcji oleju bawełnianego i produktów paliwowych.